# لان (فرانسه)
لان (به فرانسوی: Laon تلفظ فرانسوی: [lɑ̃]) یک کمون در فرانسه است که در پیکاردی واقع شده‌است.

## خصوصیات
لاو ۴۲٫۰۰ کیلومترمربع مساحت و ۲۶٬۱۷۵ نفر جمعیت دارد و ۸۳ متر بالاتر از سطح دریا واقع شده‌است.

## خواهرخوانده
شهر زلتاو آلمان و شهر وینچستر در انگلستان خواهرخوانده‌های این شهر هستند.